# Pedro Manrique de Lara y Sandoval
Pedro Manrique de Lara y Sandoval, el Fuerte (c. 1443-Navarrete, La Rioja, 1 de febrero de 1515), fue el I duque de Nájera, II conde de Treviño y X señor de Amusco.

## Familia
Fue hijo de Diego Gómez Manrique de Lara y Castilla, I conde de Treviño, y de su esposa María Gómez de Sandoval y González de Avellaneda. Su madre, después de enviudar, contrajo un segundo matrimonio c. 1470 con Diego López de Zúñiga, I conde de Miranda del Castañar. María volvió a enviudar y en 1491 entró en el convento de las clarisas en Calabazanos. Los abuelos paternos de Pedro Manrique de Lara y Sandoval fueron Pedro Manrique de Lara y Mendoza, VIII señor de Amusco, III señor de Treviño y señor de Navarrete y adelantado mayor de Castilla, y su esposa Leonor de Castilla. Los abuelos por parte de su madre fueron Diego Gómez de Sandoval y Rojas, I conde de Castrojeriz, y su esposa Beatriz González de Avellaneda.

## Vida
En 1458, a los quince años de edad, heredó el condado de Treviño además de varios señoríos, incluyendo Amusco. En 1470, su madre hizo una donación a su favor de las villas de Villoslada, Ortigosa, Redecilla del Camino, los lugares de Cozmonte, la casa de villa Orceros y los maravedíes de renta que tenía en las alcabalas de Calahorra, Torquemada y otras villas. Más adelante, en 1479, María de Sandoval donó todo lo que le pertenecía en las villas de Candeleda, Alexa y La Puebla (Ávila) a su hijo Pedro, quien se obligó a entregarle en recompensa de esta donación 300 000 maravedíes cada año por toda su vida en su villa de Navarrete y 1000 fanegas de pan, situadas en las referidas villas de La Puebla y Alexa.
En 1482, los Reyes Católicos le nombraron I duque de Nájera grande de España.

## Matrimonio y descendencia
Pedro Manrique de Lara y Sandoval contrajo matrimonio el 1 de marzo de 1465 con Guiomar de Castro (c. 1450-Toledo, marzo de 1506), hija bastarda de Álvaro de Castro, I conde de Monsanto. De este matrimonio nacieron: 
- Brianda Manrique de Lara y Castro quien contrajo matrimonio el 16 de septiembre de 1486 con Luis de Beaumont y Aragón, II conde de Lerín, condestable y gran chanciller de Navarra, señor de las baronías de Curton y Guicen y de San Martín, y otros lugares y fortalezas.[4][5]
- Antonio Manrique de Lara y Castro (c. 1466-Navarrete, La Rioja, 13 de diciembre de 1535), sucedió a su padre en los señoríos y fue II duque de Nájera, III conde de Treviño y XI señor de Amusco. Se casó en 1503 con Juana Folch de Cardona y Enríquez, hermana del duque de Cardona y prima hermana del rey Católico.[6] hija de Juan Ramón Folch de Cardona y Urgel, I duque de Cardona y de su mujer Aldonza Enríquez y de Quiñones.
- Juana Manrique de Lara y Castro (m. 10 de febrero de 1506), señora de Zalduendo, quien se casó en 1483 con Víctor Vélez de Guevara y Guzmán, hijo de Íñigo Vélez de Guevara y Ayala, I conde de Oñate, y de su primera mujer Beatriz de Guzmán.[7]
- Leonor Manrique de Lara y Castro (c. 1460/antes de 25 de junio de 1469-25 de marzo de 1536), esposa de Francisco de Zúñiga y Pérez de Guzmán, II conde y I marqués de Ayamonte, señor de Lepe y La Redondela, primo segundo de su mujer.[8]
- Francisca Manrique de Lara y Castro (m. Arbeca, Lérida, 21 de agosto de 1529),quien contrajo matrimonio en Epila, Zaragoza, el 17 de febrero de 1498 con Fernando Juan Ramón Folch de Cardona y Enríquez, II duque de Cardona, conde de Prades, marqués de Pallars, vizconde de Villamur, gran condestable y almirante de Aragón, caballero del Toisón de Oro.[9][10]
- ... Manrique de Lara y Castro.[11]
- Guiomar Manrique de Lara y Castro (c. 1470 -?), que estuvo para casar con Luis Fernández Manrique de Lara y de Almada-Noronha, II marqués de Aguilar de Campoo,[12] esposa de Felipe de Castro y Pinos, vizconde de Illa y Canet, y señor de las Baronías de Castro, Pinos, Peralta y otros muchos Lugares.[13]
- Isabel Manrique de Lara y Castro, abadesa en el Monasterio de Santa María la Real de Huelgas.[14]
- María Manrique de Lara y Castro quien contrajo matrimonio con Juan López de Lazcano y Gauna, señor de Lazcano por muerte sin descendencia de su hermano mayor, Martín López.[15]
- Pedro Manrique de Lara y Castro, General de Perpiñán, quien contrajo matrimonio con Isabel Carrillo de Albornoz y Mendoza, hija de Pedro Carrillo de Albornoz, señor de Albornoz, y de su mujer Mencía de Mendoza, con sucesión.

Tuvo dos hijos naturales con María Gómez de Sandoval:
- Luis Manrique de Lara
- Ana Manrique de Lara

Con Inés de Mendoza y Delgadillo tuvo cuatro hijos naturales:
- Francisco Manrique de Lara, obispo de Orense, obispo de Salamanca y obispo de Sigüenza.
- Mariana Manrique de Lara.
- Juana Manrique de Lara, esposa de Diego Orense de Covarrubias, señor de Amaya.
- Juan Manrique de Lara, militar que llegó al rango de capitán. Fue expedicionario del adelantado Pedro de Mendoza.

Tuvo una hija natural con ... de Espinosa:
- Ana Manrique de Castro

Aparte de los anteriores, tuvo otros hijos naturales.

## Testamento y defunción
Otorgó testamento en Navarrete el 22 de enero de 1515 y falleció el 1 de febrero del mismo año.  El 14 de marzo de 1515, el rey Fernando el Católico, expidió una cédula dirigida al prior y los monjes del Monasterio de Santa María la Real de Nájera, ordenando que no pusieran impedimento para su enterramiento en el monasterio.